# Isverna (gmina)
Isverna – gmina w Rumunii, w okręgu Mehedinți. Obejmuje miejscowości Busești, Cerna-Vârf, Drăghești, Giurgiani, Isverna, Nadanova, Seliștea i Turtaba. W 2011 roku liczyła 2145 mieszkańców.